# Teritoriul Indian

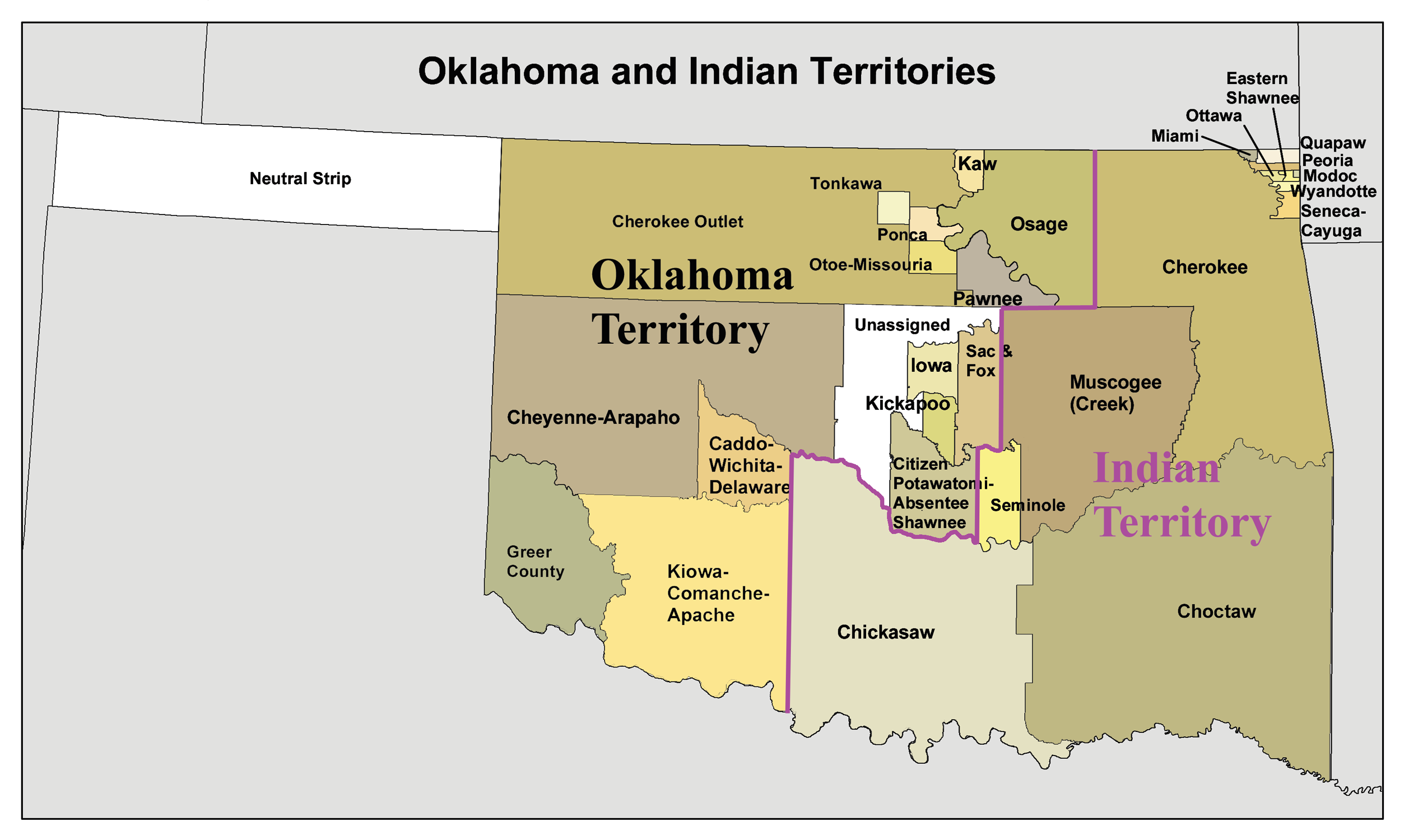
Teritoriul Indian, aflat la est, şi teritoriul Oklahoma, aflat la vest, înconjurate de alte teritorii ale nativilor americani, numite generic Indian Territory sau Indian Territories.

Înainte de întemeierea statului federal american Oklahoma o parte a ținutului se numea „Teritoriul Indian” (în engleză: Indian Territory), fiind situat în vestul mijlociu al Statelor Unite de astăzi, dar în vestul Statelor Unite ale timpului. Teritoriul Indian ocupa o suprafață de 81.320 km², răspândită pe teritoriul următoarelor state federale de azi: Oklahoma, Kansas, Nebraska, Missouri, Colorado, North Dakota, South Dakota, Montana și Wyoming.

## Istoric
Prin proclamația regală britanică din anul 1763, ținutul pentru emigranții din Europa era limitat spre vest până la est de Munții Apalași. Această proclamație însă n-a reușit mult timp să împiedice pe emigranți să se extindă spre vest. Această tendință de expansiune spre vest a emigranților pe teritoriul indian s-a intensificat după Războiul de independență al Statelor Unite ale Americii. În toată perioada secolului al XIX-lea regimul nord-american a dus o politică de reducere permanentă a ținuturilor locuite de amerindieni. Această politică îndreptată contra indienilor a devenit deosebit de agresivă în anii 1830, în timpul președintelui american Andrew Jackson. În timpul lui a fost decretată legea „Indian Removal Act”, prin care se legaliza deportarea tuturor amerindienilor din ținuturile situate la est de fluviul Mississippi. În mod oficial se declara că s-au încheiat contracte de mutare cu indienii, și că niciun indian nu ar fi fost obligat să părăsească regiunea lui de baștină. Dar în practică autoritățile au făcut presiuni masive asupra lor de accepta contractele de transhumanță. Mutarea indienilor în noile teritorii a avut loc în condiții catastrofale pe așa numitul Drum al lacrimilor (Trail of Tears), unde indienii au murit cu miile. Ținuturile unde au fost mutați erau regiuni sterpe, iar când indienii au căutat să protesteze mai multe căpetenii ale lor au fost omorâte de soldați. După înființarea statelor  Kansas și  Nebraska în anul 1854, indienilor le-a mai rămas numai teritoriul statului  Oklahoma de azi ca „Unorganized Territory” sau cum mai era numit „Indian Territory”.